# Isabella II av Jerusalem
Isabella II av Jerusalem, född 1212, död 22 april 1228 i Andria i Italien, även känd som Yolande de Brienne, var regerande drottning av Jerusalem. Hon var också tysk-romersk kejsarinna och blev drottning av Sicilien som gift 1225 med Fredrik II.

## Biografi
Isabella var dotter till drottning Maria de Montferrat av Jerusalem och Johan av Brienne.
Isabellas mor dog i barnsäng och hon ärvde då Jerusalems tron endast några dagar gammal med fadern som regent. Hennes äktenskap med Fredrik II arrangerades 1223 under ett politiskt möte i Ferentino mellan hennes far Johan av Brienne, påven Honorius III och Fredrik II. Fredrik var djupt engagerad i korstågen och hade lovat påven att själv leda ett, men endast på villkor att han blev kung i Jerusalem, något han bara kunde bli genom äktenskap med Isabella.
I augusti vigdes Isabella per procura (genom ombud) i Accra och några dagar senare kröntes hon och därefter reste hon till Italien där hon gifte sig med Fredrik i Brindisi den 9 november 1225. Vid bröllopet förklarade sig hennes make som Jerusalems monark och fick då hennes far avsatt. Isabella levde sedan inspärrad i Fredriks harem i Palermo. Hon avled i barnsäng vid 16 års ålder.